# 잭슨빌 국제공항

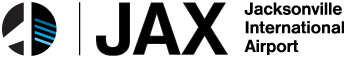

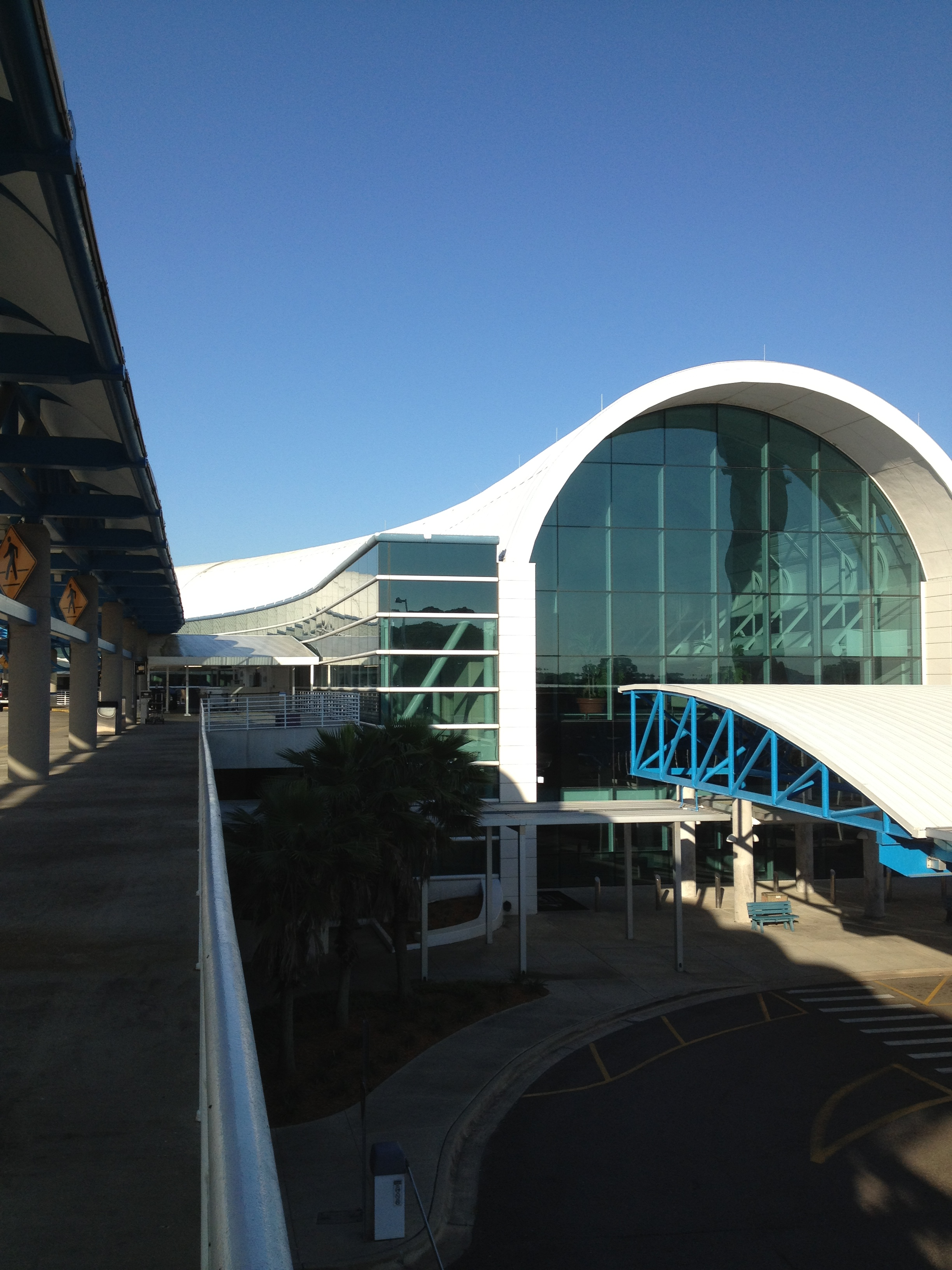

잭슨빌 국제공항(Jacksonville International Airport, IATA: JAX, ICAO: KJAX, FAA LID: JAX)은 미국 플로리다주 듀발군 다운타운 잭슨빌에서 북쪽으로 21킬로미터 떨어진 지점에 위치한 민간용/군용 공공 항공이다.

## 역사
1965년 새 공항으로 건설이 시작되었다. 1968년 9월 1일 새 공항이 할당되어 이메슨 필드를 대체하게 되었다.